# Hildegard Ranczak
Hildegard Ranczak (20 de diciembre de 1895 en Vitkovice, Bohemia - febrero de 1987, Viena) fue una soprano y mezzosoprano dramática asociada preferentemente a las óperas de Richard Strauss cuya carrera se basó en Alemania, especialmente en la Ópera Estatal de Baviera en Múnich.
Debutó en Düsseldorf en 1919 como Pamina en La flauta mágica de Mozart, trabajó en Colonia (1923-25), Stuttgart (1926-28) y Munich donde fue favorita del director Clemens Krauss actuando a menudo con su esposa, la soprano Viorica Ursuleac, destacándose en óperas de Richard Strauss como Octavian de El caballero de la rosa, Aithra en La Helena egipcia, Zdenka en Arabella, y La tintorera en Die Frau ohne Schatten, creando el papel de Clairon en la ópera Capriccio,
Actuó en Viena, Paris, Londres ( en Covent Garden como Salomé en 1937), Roma, Berlín, Dresde. 
Trabajó con Otto Klemperer, Leo Blech, Hans Knappertsbusch, Victor de Sabata.
Otros roles fueron Aida, Tosca, Marta en Tiefland, Rosalinda, Leonora y Minnie.
En 1950 se retiró como Carmen en Múnich, donde fue favorita durante dos décadas.

## Discografía de referencia
- Puccini: La Bohème / Krauss, en alemán, Munich 1940
- Puccini: Tosca / Ludwig, en alemán, Berlín 1944
- Verdi: Un ballo in maschera (Ein Maskenball) / Steiner, en alemán, Berlín
- Lebendige Vergangenheit - Hildegarde Ranczak

Film
- Richard Strauss, kein Heldenleben - documental sobre el compositor de J.Richter (1999, televisión alemana)